# Teri Ralston
Teri Ralston (Holyoke, 16 febbraio 1943) è un'attrice e cantante statunitense, nota soprattutto come interprete di musical.

## Biografia
Ha debuttato a New York nel 1968 nel musical Jacques Brel is Alive and Well and Living in Paris. Nel 1970 debuttò a Broadway nel musical di Stephen Sondheim Company, in cui interpretava il ruolo di Jenny, un ruolo che ricoprì anche nel tour statunitense, a Londra e per lo speciale concerto per il ventesimo anniversario del musical. Recitò nuovamente a Broadway nel 1973, nella produzione originale di A Little Night Music, prima di lasciare New York per dedicarsi al teatro regionale. Nel 1976 era la sostituta di Patti LuPone in The Baker's Wife e successivamente interpretò Sally in due produzioni di Follies alla San Jose Civic Light Opera nel 1987 e al Starlight Musical Theatre nel 1990. Nel 1991 ha recitato nuovamente in A Little Night Music, questa volta a Los Angeles, nel ruolo della protagonista Desirée.

## Filmografia

### Cinema
- Neon Maniacs, regia di Joseph Mangine (1986)

### Televisione
- Barnaby Jones - serie TV, 1 episodio (1980)
- Giorno per giorno - serie TV, 2 episodi (1979-1980)
- Archie Bunker's Place - serie TV, 1 episodio (1982)
- P/S - Pronto soccorso - serie TV, 1 episodio (1984)
- Sposati... con figli - serie TV, 1 episodio (1989)
- La signora in giallo - serie TV, 1 episodio (1990)
- Wings - serie TV, 1 episodio (1992)
- Frasier - serie TV, 2 episodi (2006)